# Jagannath University
Jagannath University (JnU, bengalisch জগন্নাথ বিশ্ববিদ্যালয় Jagannātha biśbabidyālaẏa, University Acrostic: জবি / JnU) ist eine staatliche öffentliche Universität in Sadarghat, Dhaka, der Hauptstadt von Bangladesch. Die Universität wurde 1858 als Dhaka Brahma School gegründet und 1872 in Jagannath School umbenannt. Die Einrichtung wurde 1968 von der pakistanischen Regierung übernommen, als Bangladesch noch Teil Pakistans war. 1975 wurden Graduierten- und Postgraduiertenprogramme eingeführt, und 2005 wurde sie als vollwertige öffentliche Universität anerkannt.

## Geschichte
Dinanath Sen, Prabhaticharan Roy, Anathbandhu Mallik und Brajasundar Kaitra gründeten 1858 die Dhaka Brahma School und damit begann die Geschichte der Universität. Der Name Jagannath School wurde von Kishorilal Chowdhury (কিশোরীলাল রায় চৌধুরী), dem Zamindar von Baliati in Manikganj, gegeben, der die Schule 1872 übernahm und sie nach seinem Vater umbenannte.
1884 wurde es zu einem College zweiter Klasse erhoben. Rechtswissenschaft war einer der ersten eingeführten Studiengänge. Ein gemeinsames Verwaltungskomitee verwaltete Schule und College bis 1887, als der Schulbereich abgetrennt und die unabhängige Kishore Jubilee School gegründet wurde, heute bekannt als KL Jubilee School. Die Collegeverwaltung wurde 1907 einem Kuratorium übertragen. Im folgenden Jahr wurde es zu einem College erster Klasse.
Das College begann mit 48 Studenten. In fünf Jahren stieg die Zahl auf 396. 1910 führte Raja Manmath Roy Chowdhury, der Zamindar von Santosh, Tangail, das Pramath-Manmath College von Tangail mit dem Jagannath College zusammen. Mit der Gründung der Universität von Dhaka im Jahr 1921 wurde die Zulassung zu Studiengängen eingestellt und das College wurde in Jagannath Intermediate College umbenannt. Dieser Status wurde nach 28 Jahren im Jahr 1949 geändert, als die Studiengänge wieder aufgenommen wurden. Das College wurde 1968 von der Regierung übernommen.
Das Jagannath College eröffnete 1975 Honours- und Masterstudiengänge. Im selben Jahr übernahm die Regierung es erneut und wandelte es in ein Postgraduate College um. 1982 stellte das College seine Programme auf mittlerem Niveau ein. 1992 führte es Abendkurse ein.
Im Jahr 2005 wurde sie durch die Verabschiedung des Jagannath University Act-2005 im nationalen Parlament in die heutige Jagannath University umgewandelt.

## Campus
2022 eröffnete die Jagannath University ihr erstes Wohnheim, welches ausschließlich für weibliche Bewohnerinnen vorgesehen ist. Die Universität liegt im südlichen Teil der Stadt Dhaka in der Nähe des Flusses Buriganga. In Keraniganj wird ein neuer Campus mit einer Fläche von etwa 81 ha (200 Acres) gebaut. Die gesamte Campusfläche beträgt mehr als 85 ha (210 Acres) mit drei Campūs und einem Wohnheim nur für Frauen.

## Internationales Ranking
Im Jahr 2022 belegte die Jagannath-Universität Platz 3399. Während Bangladesch auf Platz 1468 liegt, belegte die Fakultät für Chemie laut SCIMAGO-Institutionsranking den ersten Platz unter allen Universitäten Bangladeschs.

## Studium
Die Jagannath-Universität verfügt über 36 Fachbereiche in sieben Fakultäten und zwei Instituten. Jeder Fachbereich folgt dem Semestersystem. Im November 2020 gab es 960 Lehrende und 19.088 Studierende in den Programmen Honors, Master, M.Phil. und Ph.D.

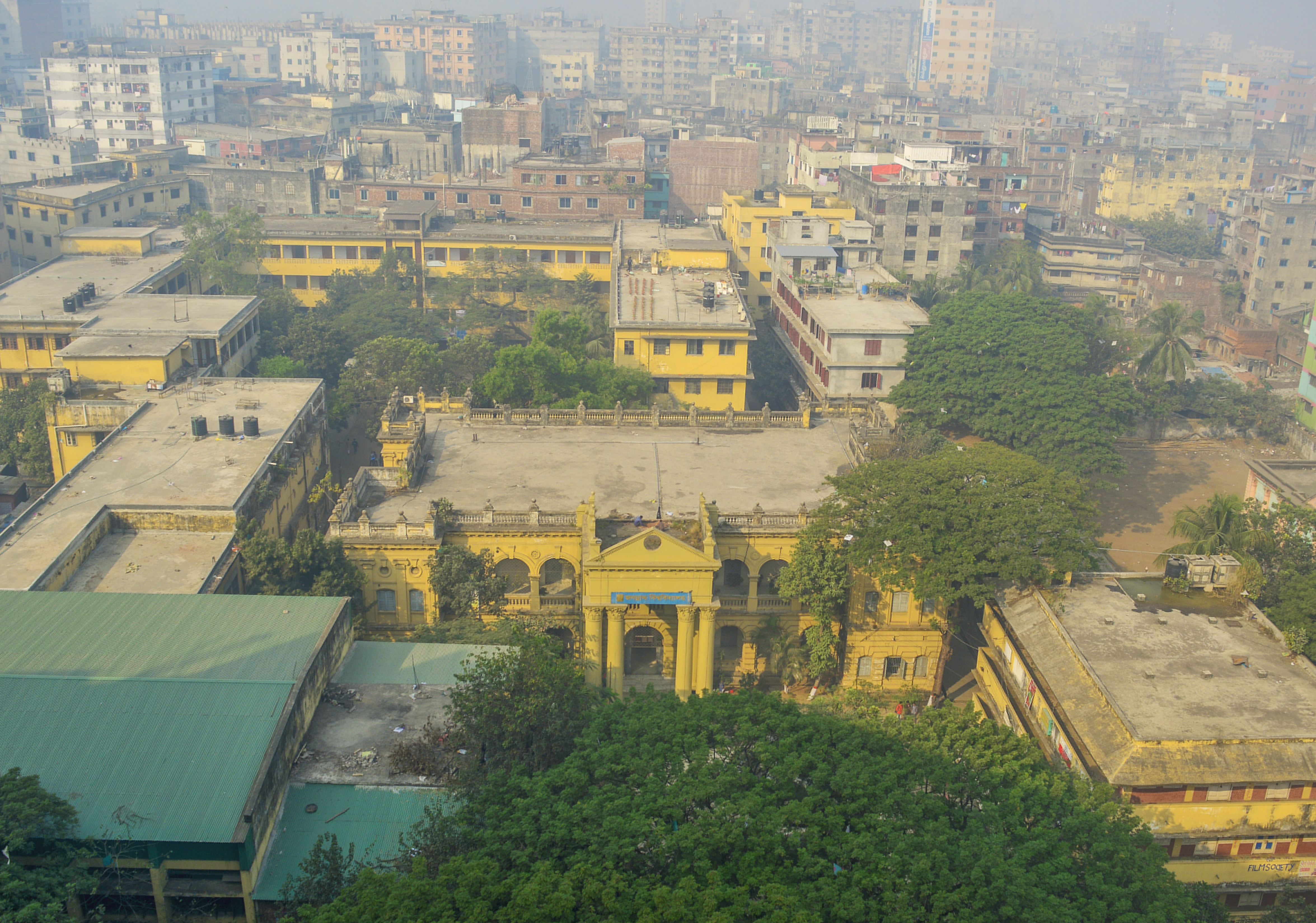
Blick über Jagannath

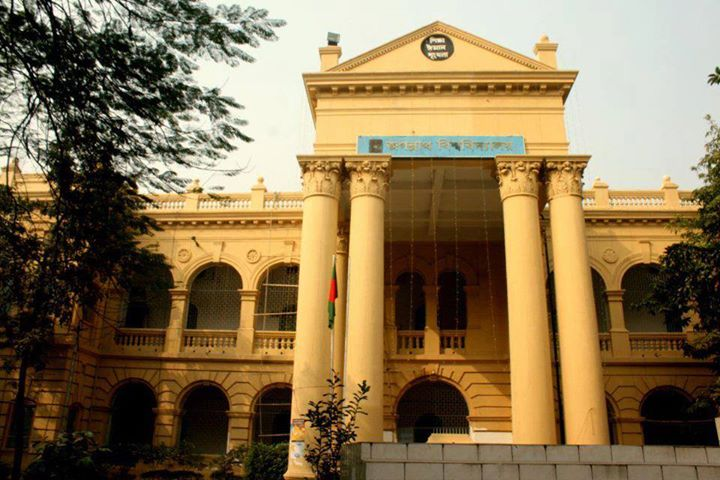
Verwaltungsgebäude

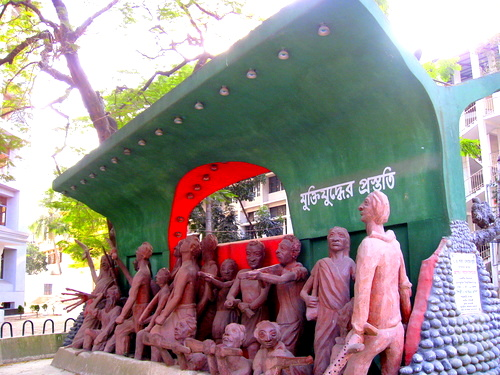
Muktijoddher Prostuti, eine Skulptur zum Bangladesch-Krieg.

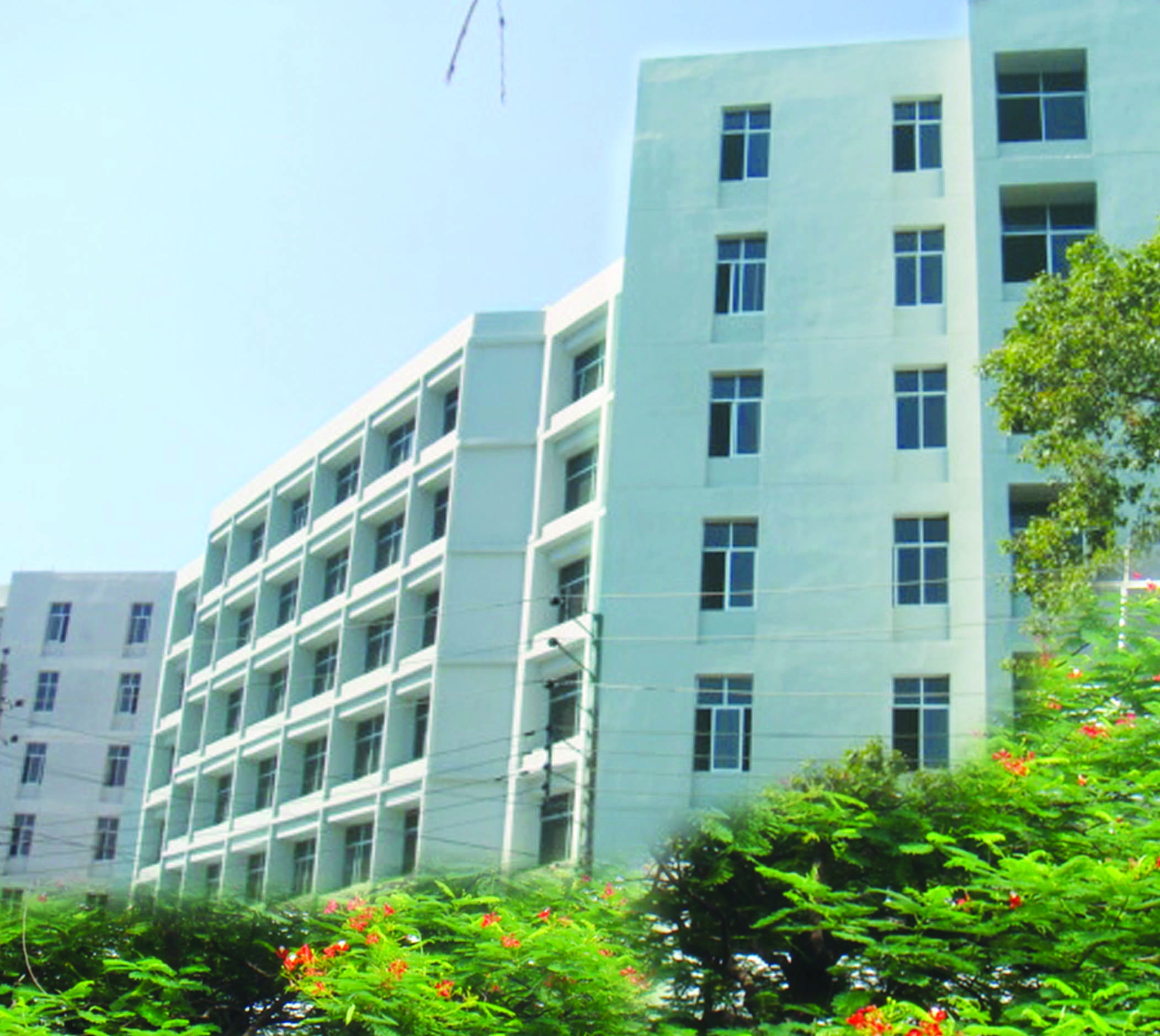
New Academic Building

### Faculty of Life and Earth Sciences
Fakultät für Lebens- und Geowissenschaften:
- Department of Biochemistry and Molecular Biology
- Department of Microbiology
- Department of Pharmacy
- Department of Zoology
- Department of Botany
- Department of Psychology
- Department of Geography and Environment
- Department of Genetic Engineering and Biotechnology

### Faculty of Science
Naturwissenschaftliche Fakultät:
- Department of Computer Science and Engineering (CSE)[11]

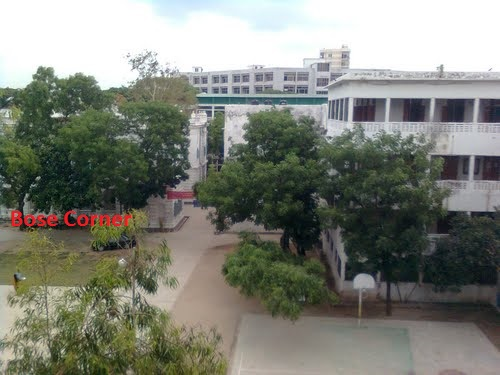
Bose Corner

- Department of Mathematics
- Department of Chemistry
- Department of Physics
- Department of Statistics

### Faculty of Business Studies
Fakultät für Betriebswirtschaftslehre:
- Department of Finance
- Department of Management Studies
- Department of Marketing[12]
- Department of Accounting and Information Systems

### Faculty of Arts
Philosophische Fakultät:
- Department of Bengali
- Department of English
- Department of History
- Department of Philosophy
- Department of Islamic History and Culture
- Department of Islamic Studies
- Institute of Education Research
- Institute of Modern Languages

### Faculty of Law
Juristische Fakultät:
- Department of Law
- Department of Land Management and Law

### Faculty of Social Science
Fakultät für Sozialwissenschaften:
- Department of Sociology[13]
- Department of Anthropology
- Department of Economics
- Department of Political Science
- Department of Public Administration
- Department of Social Work
- Department of Mass Communication and Journalism
- Department of Film and Television

### Faculty of Fine Arts
Fakultät der Schönen Künste:
- Department of Fine Arts
- Department of Drama and Dramatics
- Department of Music

Organisationen auf dem Campus
- Jagannath University Film Society – JNUFS
- Jagannath University Journalism Association – JNUJA

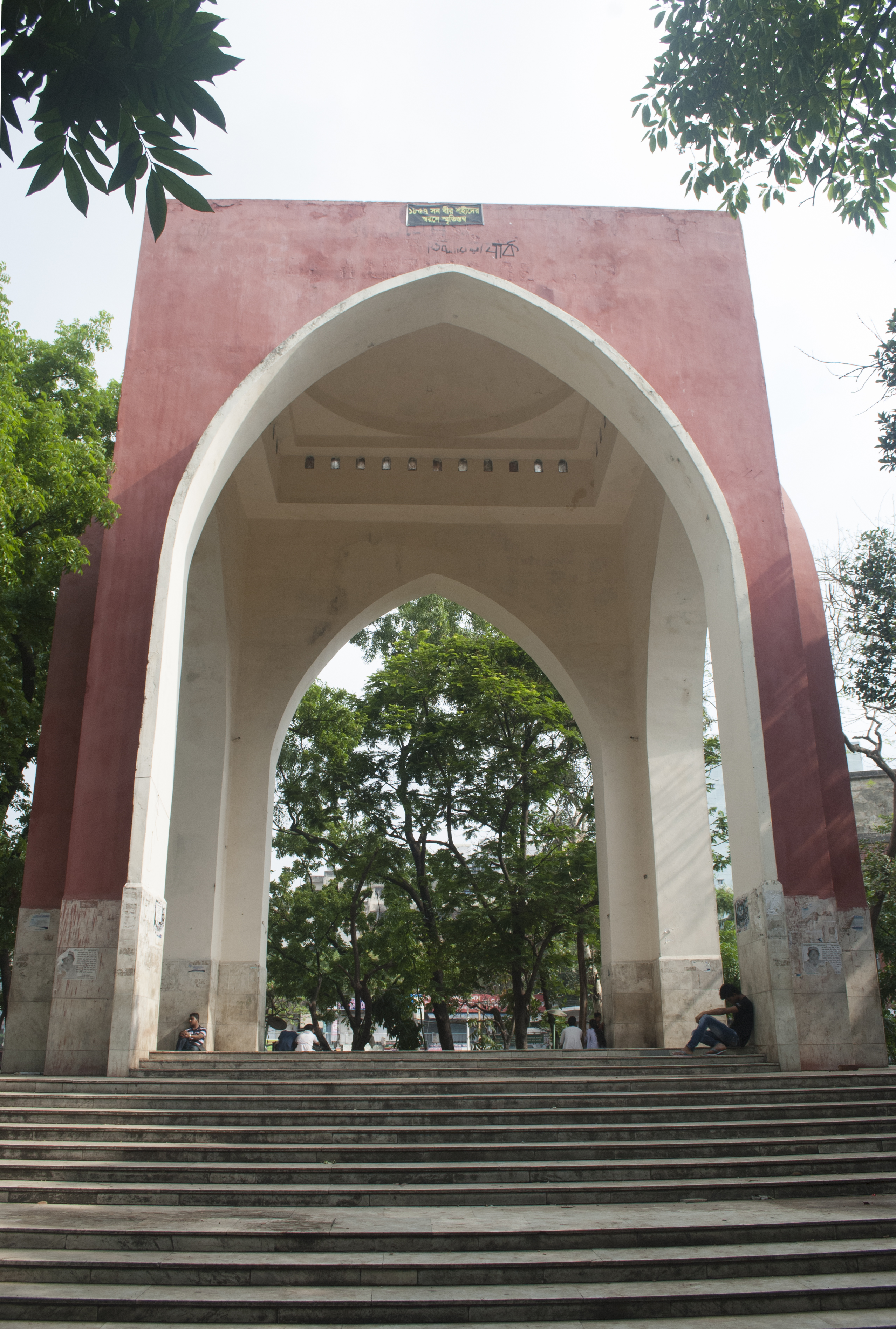
Denkmal für die Märtyrer von 1857

## Liste der Vizekanzler
| No | Name                         | Amtsantritt     | Amtszeitende  |
| -- | ---------------------------- | --------------- | ------------- |
| 1. | A. K. M. Sirazul Islam Khan  | 8. Februar 2006 | 26. Juli 2008 |
| 2. | Abu Hossain Siddique         | 2008            | 2009          |
| 3. | Mesbah Uddin Ahmed           | 2009            | 19. März 2013 |
| 4. | Mijanur Rahman               | 20. März 2013   | 19. März 2021 |
| 5. | Kamaluddin Ahmed (amtierend) | 20. März 2021   | 31. Mai 2021  |
| 6. | Md. Imdadul Hoque            | 1. Juni 2021    |               |

## Alumni
Die Lehrer und Studenten des damaligen Colleges beteiligten sich aktiv an der Sprachbewegung der frühen 1950er Jahre, den Massenbewegungen der 1960er Jahre und dem Bangladesch-Krieg im Jahr 1971.
- M. Hamidullah Khan Bir Protik, Commander der Mukti Bahini (Bangladesh Forces, BDF) Sector 11, Bangladesch-Krieg 1971.
- Rafiq Uddin Ahmed - Demonstrant, der während der bengalischen Sprachbewegung in Ostpakistan (Bangladesch) im Jahr 1952 getötet wurde. In Bangladesch gilt er als Märtyrer.
- Sergeant Zahurul Haq, Pakistan Air Force. Er gehörte zu den 35 Angeklagten im Agartala-Skandal 1969. 2018 erhielt er von der bangladeschischen Regierung den Shadhinata Padak (Independence Day Award). Die Sergeant Zahurul Haq Hall der University of Dhaka ist nach ihm benannt. Auch die BAF Zahurul Haq Base, ein Stützpunkt der bangladeschischen Luftwaffe, ist nach ihm benannt.[14][15]
- Bhanu Bandopadhyay, indischer Schauspieler, bekannt für seine Arbeit im bengalischen Kino. Er wirkte in über 300 Filmen und zahlreichen Theaterstücken mit und trat häufig im Radio auf.
- Md. Saifur Rahman, Abgeordneter
- Mofazzal Hossain Chowdhury, Freiheitskämpfer des Crack Platoon, bangladeschischer Minister, Parlamentsabgeordneter, Vorsitzender der bangladeschischen Awami-Liga
- Abdul Hamid, Sportveranstalter und Journalist
- Bhabatosh Dutta, Ökonom
- Premendra Mitra, Schriftsteller, Dichter
- Anisuzzaman, Pädagoge
- Kaliprasanna Vidyaratna, Sanskrit-Gelehrter, Autor
- Haider Hussain, Sänger
- ATM Shamsuzzaman, Schauspieler[16]
- Brojen Das, Schwimmer, der erste Inder, der den Ärmelkanal durchschwamm
- Imdadul Haq Milan, Schriftsteller
- Mohammed Nasim, Minister
- Mustafa Kamal, Chief Justice of Bangladesh und Vorsitzender der Law Commission
- Ajit Dutta, Schriftsteller, Dichter
- Md. Waliar Rahman, Beamter und Diplomat
- Ajit Krishna Basu, Schriftsteller & Magier
- Mahadi-Ul-Morshed, Forscher und Unternehmer